# Масло, Ян
Ян Ма́сло (словац. Ján Maslo; 5 февраля 1986, Дольни-Кубин) — словацкий футболист, защитник клуба «Ружомберок».

## Биография
Воспитанник клуба «Ружомберока», за который выступал с 2005 года (сыграл 119 матчей, забил 10 голов). Играл за молодёжную сборную Словакии, в 2011 году был кандидатом в национальную сборную Словакии. Летом 2011 года у Яна были предложения из разных европейских чемпионатов. Но в итоге футболист выбрал украинский клуб «Волынь». Сумма трансфера составила 500 тысяч евро. Считался одним из самых габаритных игроков Украинской Премьер-лиги за счёт своего роста и веса.
Покинул «Волынь» в июне 2014 года из-за нестабильной политической ситуации в стране, но другие источники утверждали, что уход Масло из команды связан с финансовым кризисом луцкого клуба. В июне 2014 года перешёл в «Шахтёр (Караганда)». В клубе взял 52 номер.

## Клубная статистика
| Клуб               | Сезон            | Лига             | Лига  | Лига | Кубки  | Кубки | Кубки | Конт.турниры | Конт.турниры | Конт.турниры | Прочее | Прочее | Прочее | Всего | Всего |
| Клуб               | Сезон            | Сорев.           | Матчи | Голы | Сорев. | Матчи | Голы  | Сорев.       | Матчи        | Голы         | Сорев. | Матчи  | Голы   | Матчи | Голы  |
| ------------------ | ---------------- | ---------------- | ----- | ---- | ------ | ----- | ----- | ------------ | ------------ | ------------ | ------ | ------ | ------ | ----- | ----- |
| Волынь             | 2012/13          | ЧУ               | 14    | 0    | КУ     | 2     | 0     | -            | -            | -            | -      | -      | -      | 16    | 0     |
| Волынь             | 2013/14          | ЧУ               | 24    | 1    | КУ     | 1     | 0     | -            | -            | -            | -      | -      | -      | 25    | 1     |
| Волынь             | Всего            | Всего            | 38    | 1    |        | 3     | 0     |              | -            | -            |        | -      | -      | 41    | 1     |
| Шахтёр (Караганда) | 2014             | ЧК               | 2     | 0    | КК     | 0     | 0     | ЛЕ           | 4            | 0            | СК     | 0      | 0      | 6     | 0     |
| Шахтёр (Караганда) | Всего            | Всего            | 2     | 0    |        | 0     | 0     |              | 4            | 0            |        | 0      | 0      | 6     | 0     |
| Всего за карьеру   | Всего за карьеру | Всего за карьеру | 40    | 1    |        | 3     | 0     |              | 4            | 0            |        | 0      | 0      | 47    | 1     |